# Мардук-балашу-икби
Мардук-балашу-икби (Marduk-balāssu-iqbi) — царь Вавилонии, правил приблизительно 
в 819 — 813 годах до н. э. Брат Мардук-закир-шуми I. 
Попытался с помощью эламитов и халдеев свергнуть верховную власть ассирийского царя Шамши-Адада V, но безуспешно. Война Ассирии с Кар-Дуниаш (так официально называлось государство, столицей которого был город Вавилон) началась, вероятно, в 9-й год правления Шамши-Адада V (около 815 года до н. э.). В этот год Шамши-Адад V выступил в свой первый поход на Вавилонию. В ходе похода ассирийцы захватили города Ме-Турнат, Карне, Дур-Папсукал и ряд других. Под Дур-Папсукалом Шамши-Адад V разбил Мардук-балашу-икби, в армию которого входили отряды из Кар-Дуниаша, Халдеи, Элама, Намри и Аруму. На следующий год Шамши-Адад V захватил более 14 крупных городов Вавилонии и вернул Ассирии округ Дер. В 813 году до н. э. Шамши-Адад захватил столицу страны — город Вавилон, а также города Куту и Борсиппа. Возможно, 813 год до н. э. и является годом гибели Мардук-балашу-икби.   
| VIII Вавилонская династия (Династия «Э») |                                      |                         |
| Предшественник: Мардук-закир-шуми I      | царь Вавилона ок. 819 — 813 до н. э. | Преемник: Баба-ах-иддин |